# Lužná (okres Rakovník)
Lužná (Duits: Luschna) is een Tsjechische gemeente in de regio Midden-Bohemen en maakt deel uit van het district Rakovník. Het dorp ligt op ongeveer 3,5 km afstand van de stad Rakovník.

## Geografie
De gemeente bestaat uit de volgende plaatsen:
- Lužná;
- Lužná-u nádraží (in de volksmond Lužná II genoemd);
- Belšanka.

## Geschiedenis
De eerste schriftelijke vermelding van het dorp dateert van 1352.
Sinds 2003 is het Lužná een zelfstandige gemeente binnen het district Rakovník.
Op 31 december 2008 telde Lužná 1791 inwoners (885 mannen en 906 vrouwen), waarmee het op dat moment het dichtstbevolkte dorp van het district Rakovník was.

## Verkeer en vervoer

### Autowegen
Weg II/237 Rakovník - Nové Strašecí doorkruist de buitenwijken van het dorp.

### Spoorlijnen
Station Lužná u Rakovníka ligt op het kruispunt van de spoorlijnen 120 en 124. Lijn 120 is in 1870 en 1871 in delen geopend en verbindt Lužná met de hoofdstad Praag, Kladno en Rakovník. De lijn is enkelsporig en onderdeel van het hoofdnetwerk. Lijn 124 is 1870 geopend en verbindt Lužná met Chomutov. Die lijn is eveneens enkelsporig en onderdeel van het hoofdnetwerk.
Sinds 2021 rijden er in opdracht van het Tsjechische Ministerie van Verkeer ook treinen van lijn R24 (Praag - Kladno - Rakovník) op lijn 120. Zodoende wordt Lužná ook bediend door sneltreinen.

### Buslijnen
Buslijn 305 (Rakovník - Praag-Zličín) van vervoerder Praags Geïntegreerd Vervoer halteert in Lužná. Ook lijn 581 (Lubná - Rakovník - Nové Strašecí) en 625 (Rakovník - Kladno) van vervoerder Transdev Střední Čechy halteren in Lužná.

## Bezienswaardigheden
Naast het station van Lužná is het spoorwegmuseum Českých drah v Lužné u Rakovníka gevestigd. Dit museum is in 1999 geopend en is het grootste spoorwegmuseum van het land.
Andere bezienswaardigheden in Lužná:
- Sint-Barbarakerk, ontworpen door architect František Ignác Prée;
- Restanten van het Hlavačov-kasteel op de gelijknamige heuvel, uit de tweede helft van de 13e eeuw in Lužná-u nádraží (Lužná II).

## Galerij

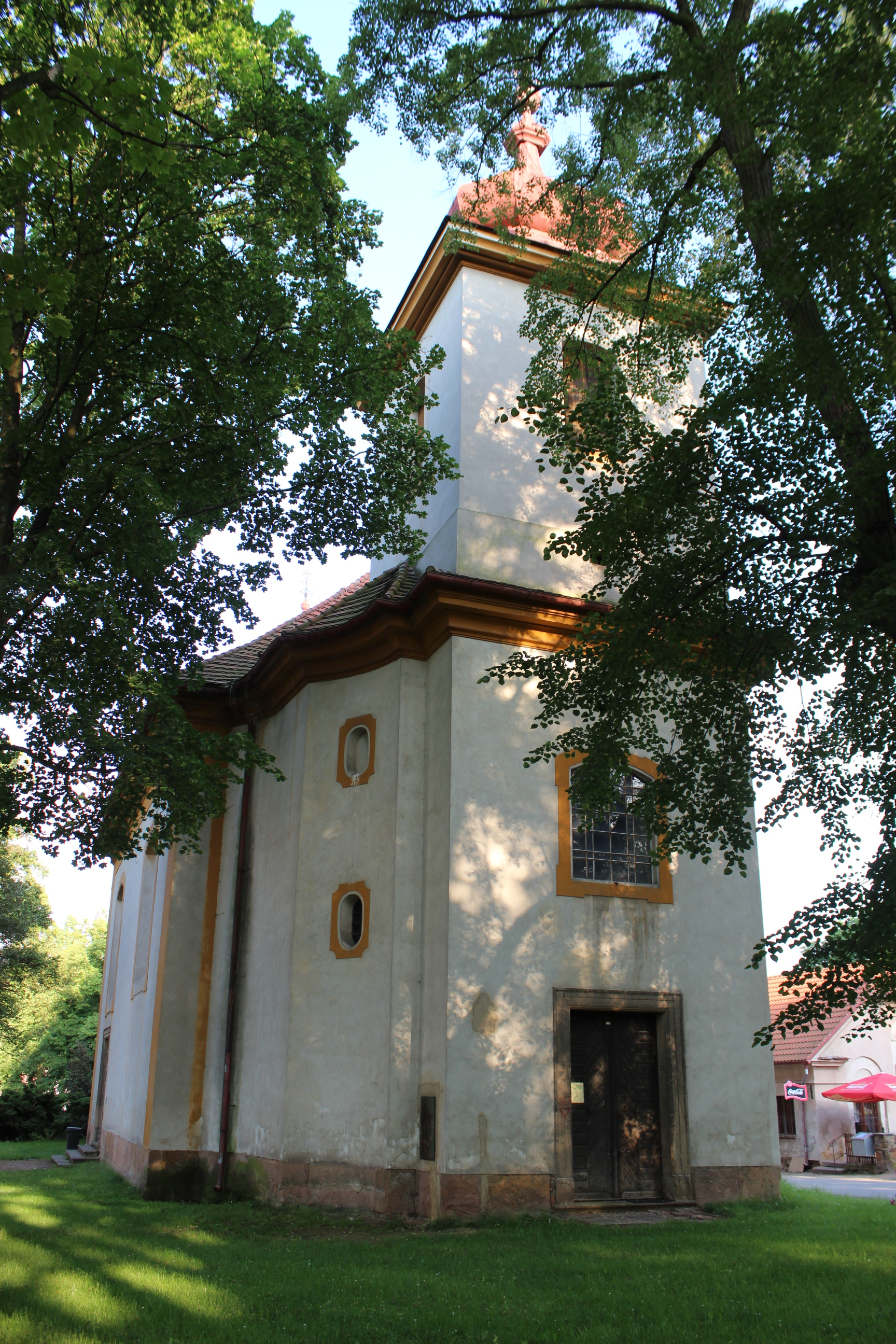
Sint-Barbarakerk
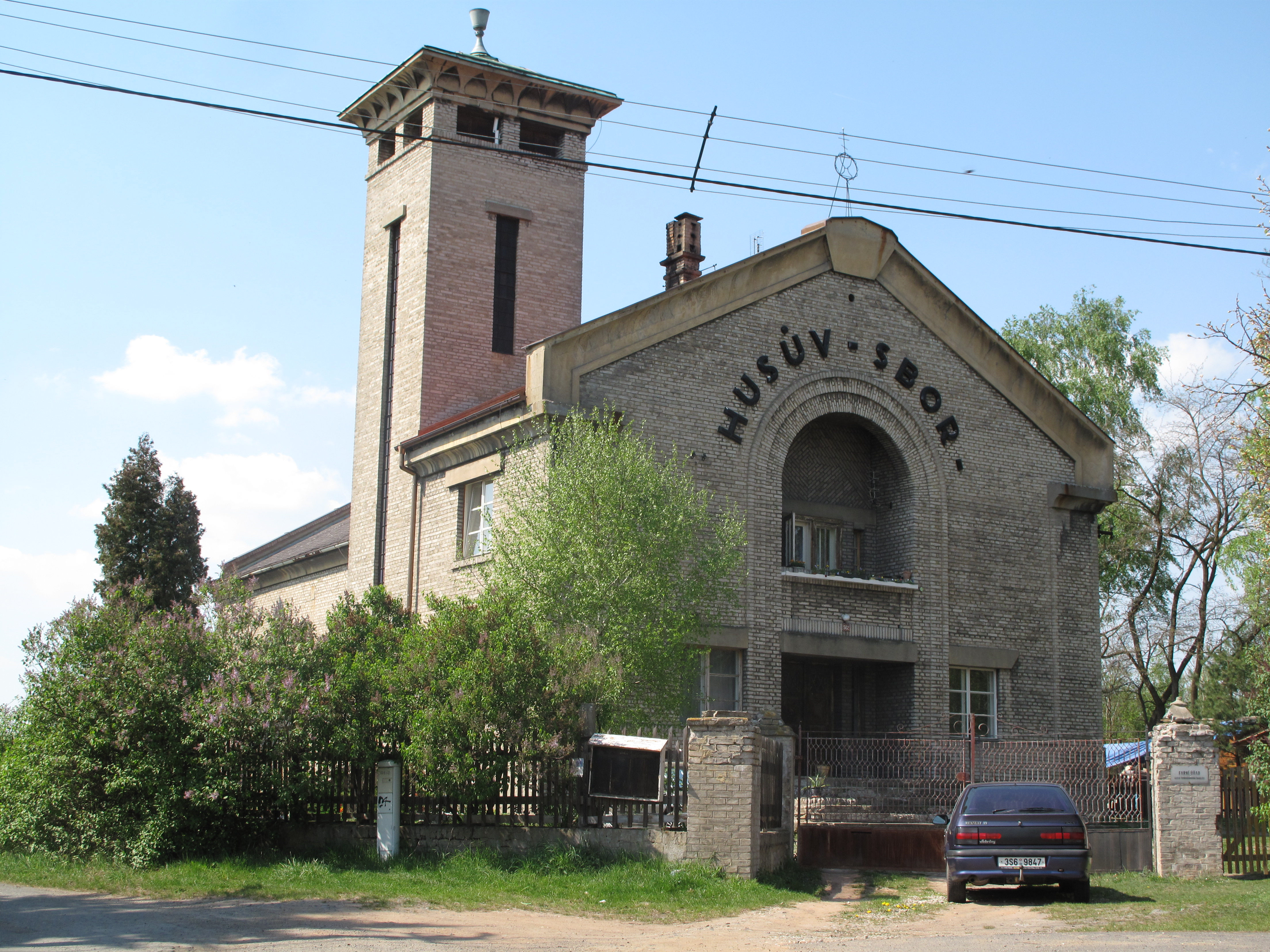
Huskerk
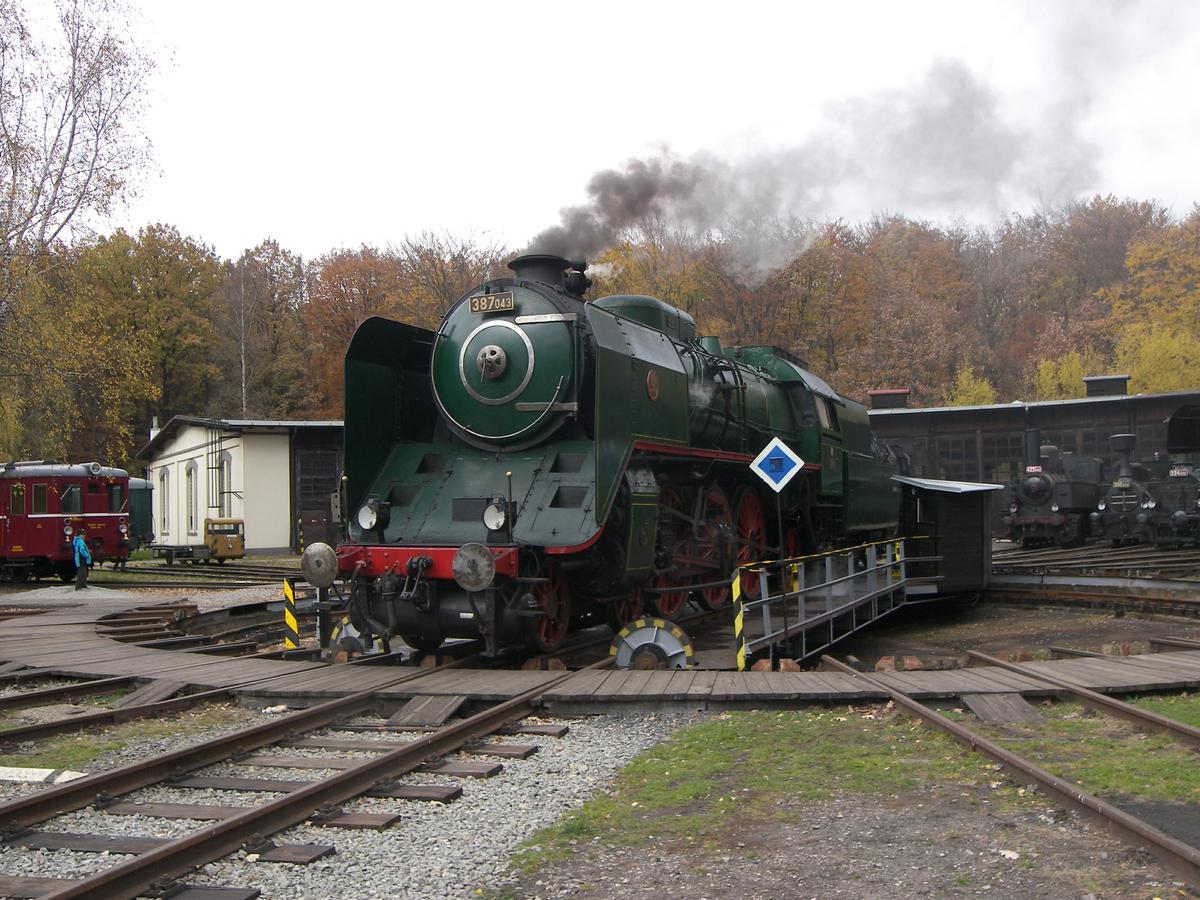
Spoorwegmuseum
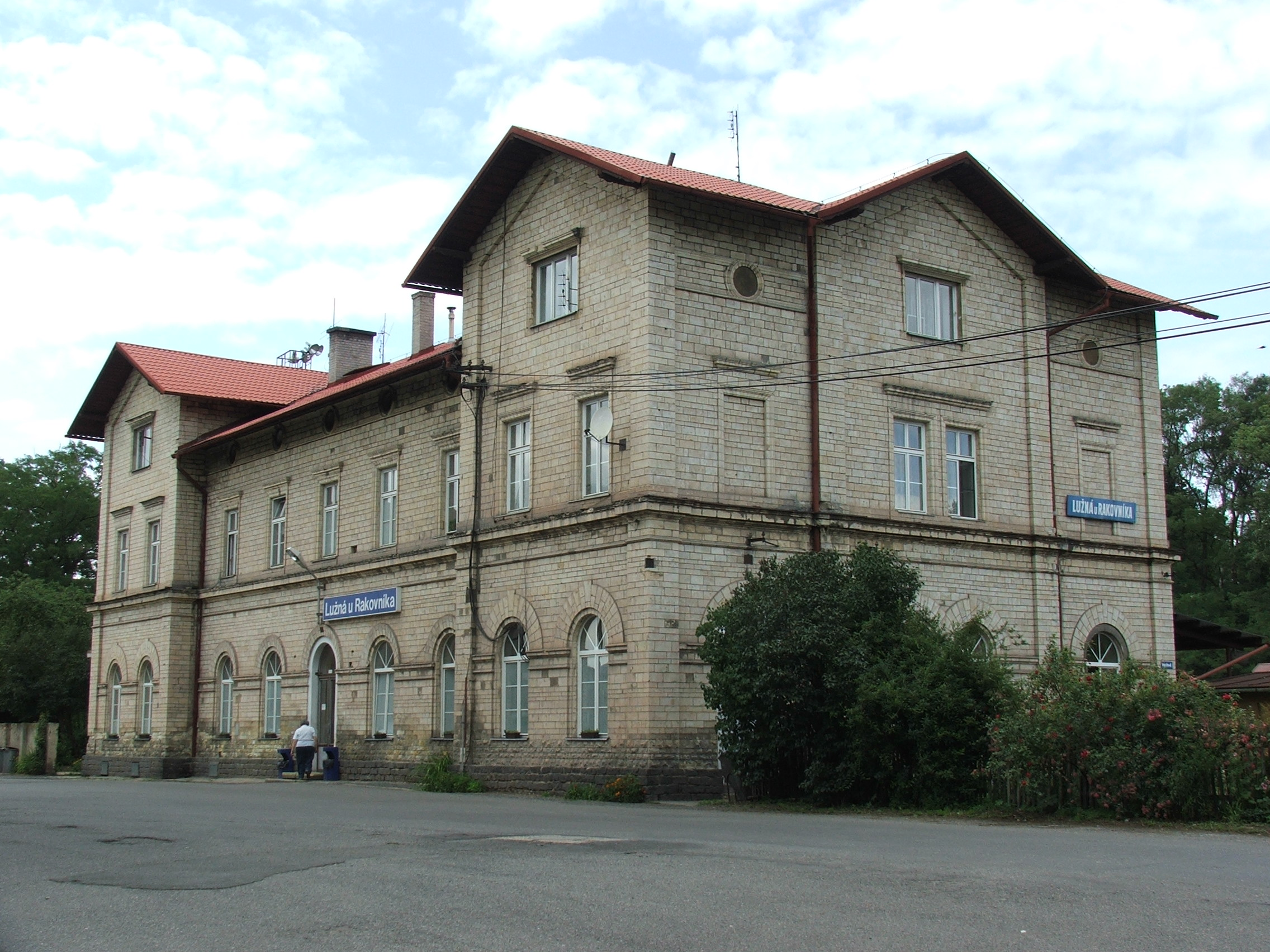
Stationsgebouw